# ماجراهای کریسمس
ماجراهای کریسمس (به انگلیسی: The Christmas Chronicles) فیلمی محصول سال ۲۰۱۸ و به کارگردانی کلی کایتیس است. در این فیلم بازیگرانی همچون کرت راسل، داربی کمپ، لامورن موریس، کیمبرلی ویلیامز-پیزلی، الیور هادسون، استیون ون زندت، گلدی هان، گیتن ماتارازو، دبرا ویلسون، کاری والگرن و دبی دری‌بری ایفای نقش کرده‌اند.دنباله این فیلم ماجراهای کریسمس ۲ نام دارد.